# Alexandriai Szent Katalin-templom (Budapest-Tabán)
Az Alexandriai Szent Katalin-templom Budapest I. kerületében a Tabán városrész római katolikus plébániatemploma.

## Története
Szokollu Musztafa budai pasa 1566-ban épített dzsámiját 1686-ban a katolikus hívők vették birtokba, és kápolnává alakították. 1697-ben a ferencesek iskolát építettek mellette. 1702-ben plébániát alapítottak, a kápolna köré pedig temető került. A templomot 1728–1736 között bővítették. A templom berendezési tárgyai 1748-ból valók. A kripta 1749-ben épült. Előterében látható a „Tabáni Krisztus”, egy 12. századi timpanontöredék, amelyet a Szent Katalin-templom falába utólag építettek be.
E templom közelében állt a Tabán másik temploma, a rácok (szerbek) Szent Demeter-temploma, melyet a második világháború után, 1949-ben lebontottak.

## Galéria

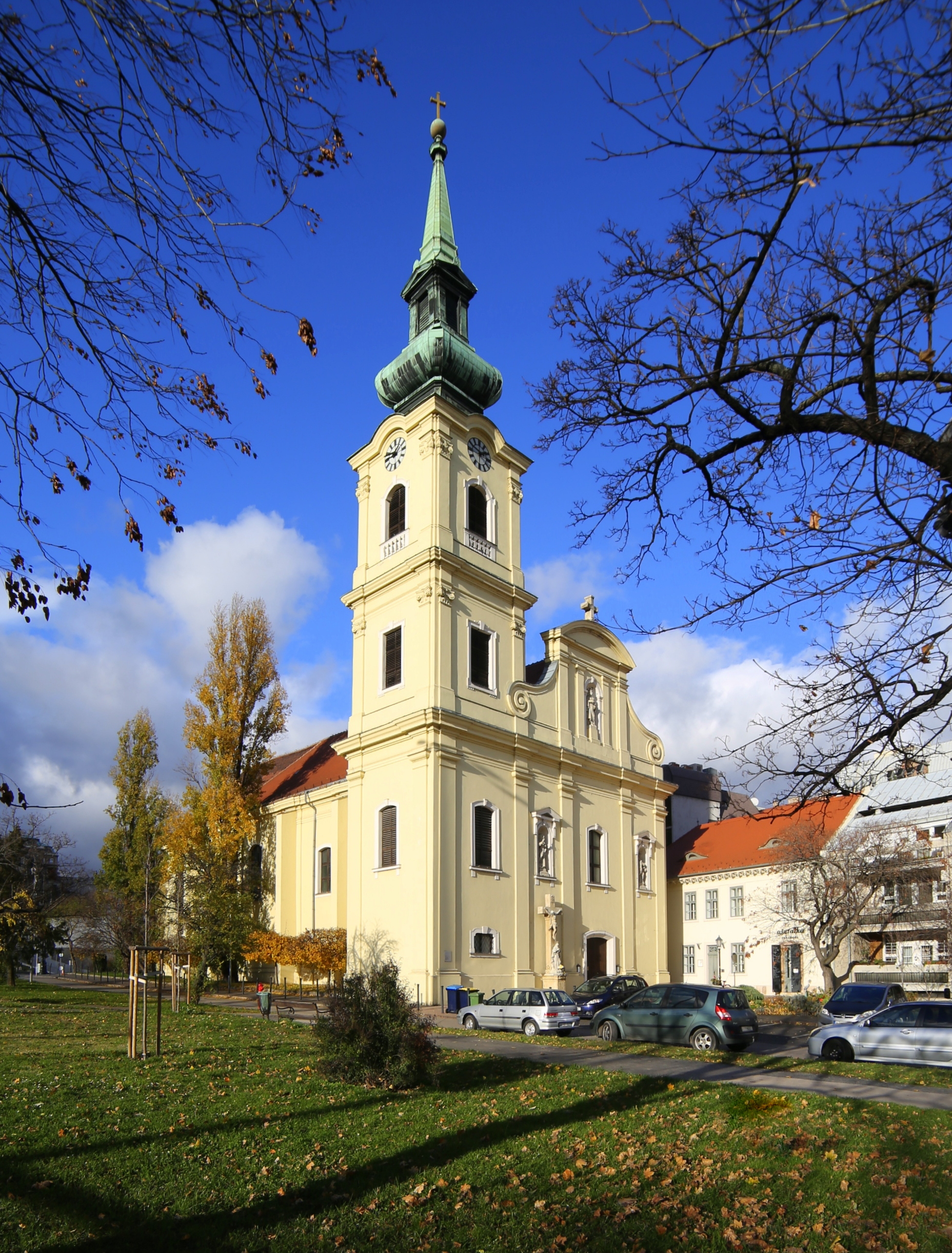
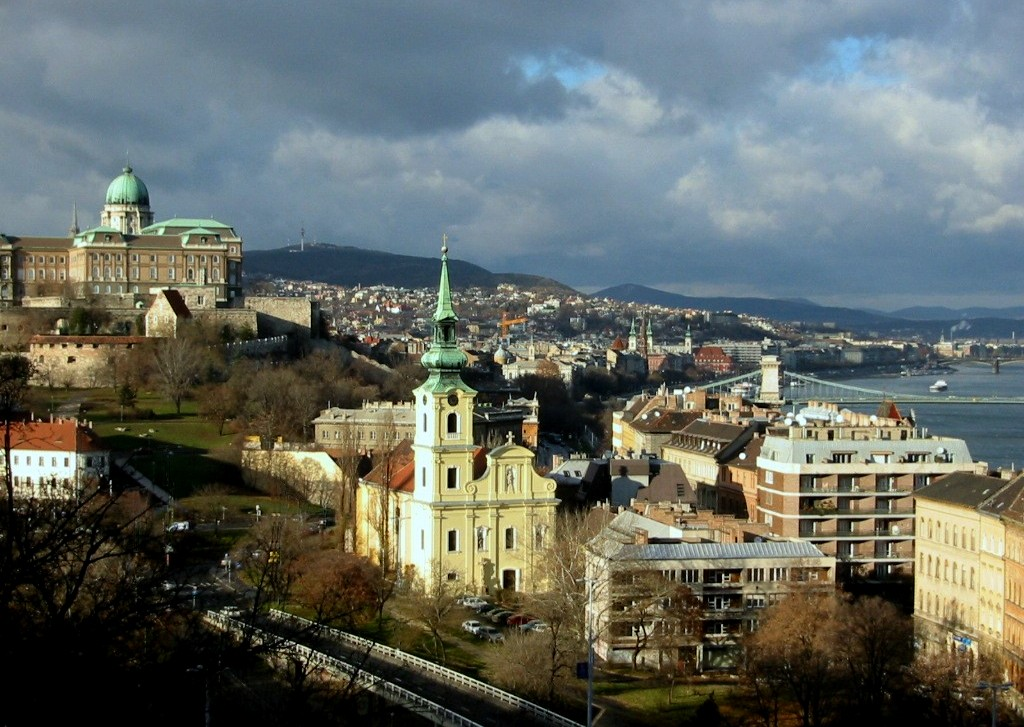
A Gellért-hegy felől
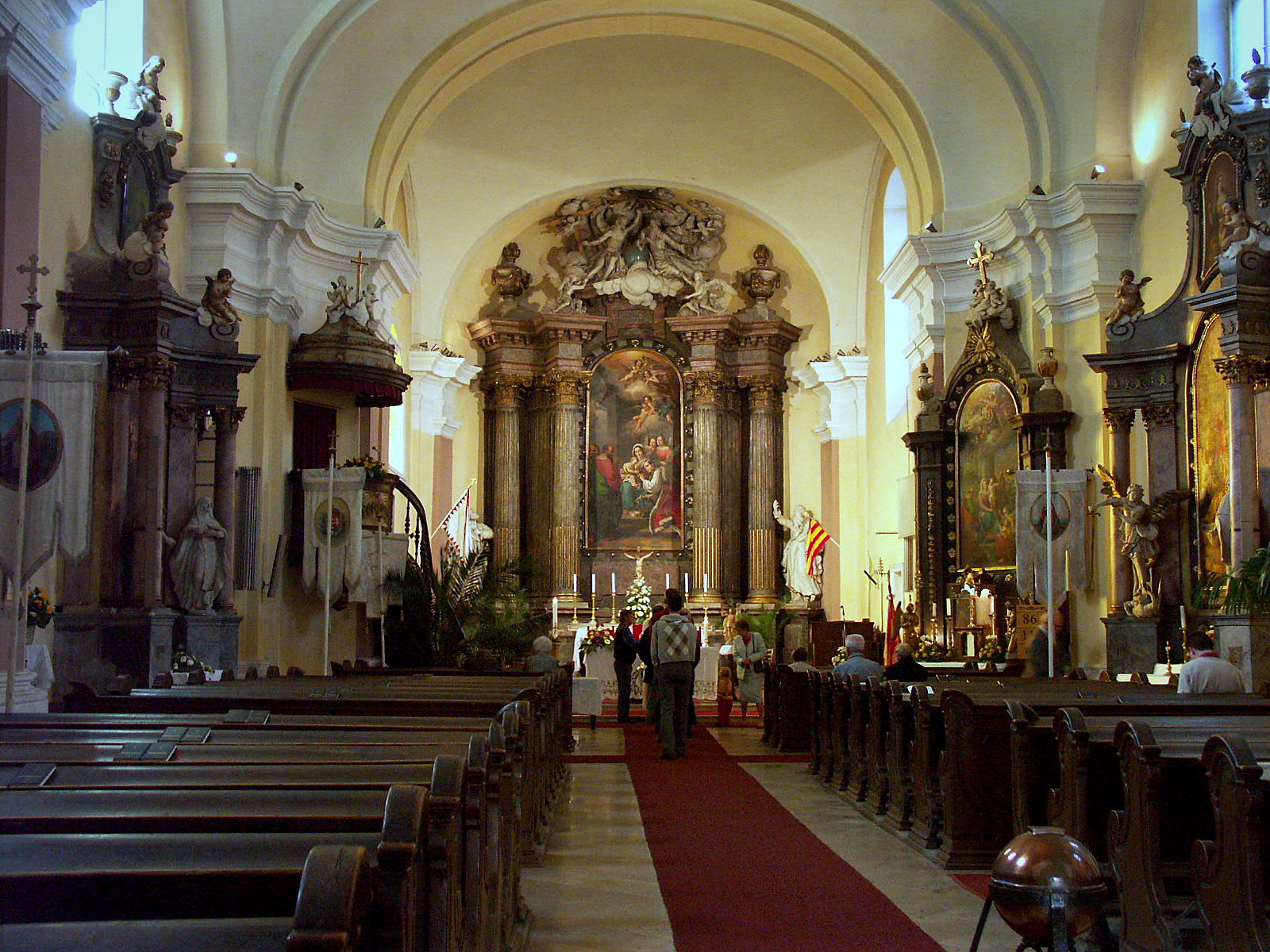
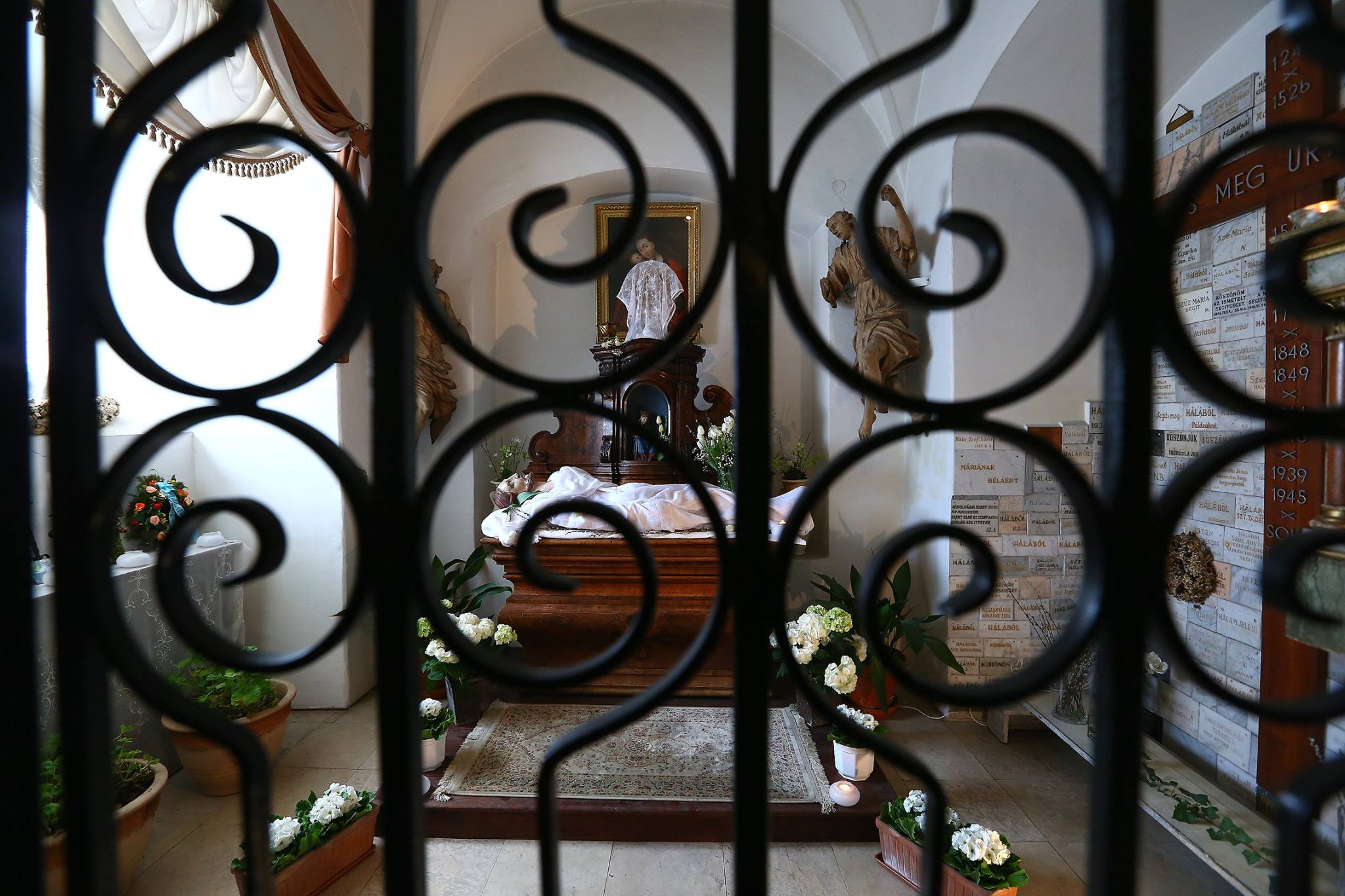
Húsvéti Szent Sír
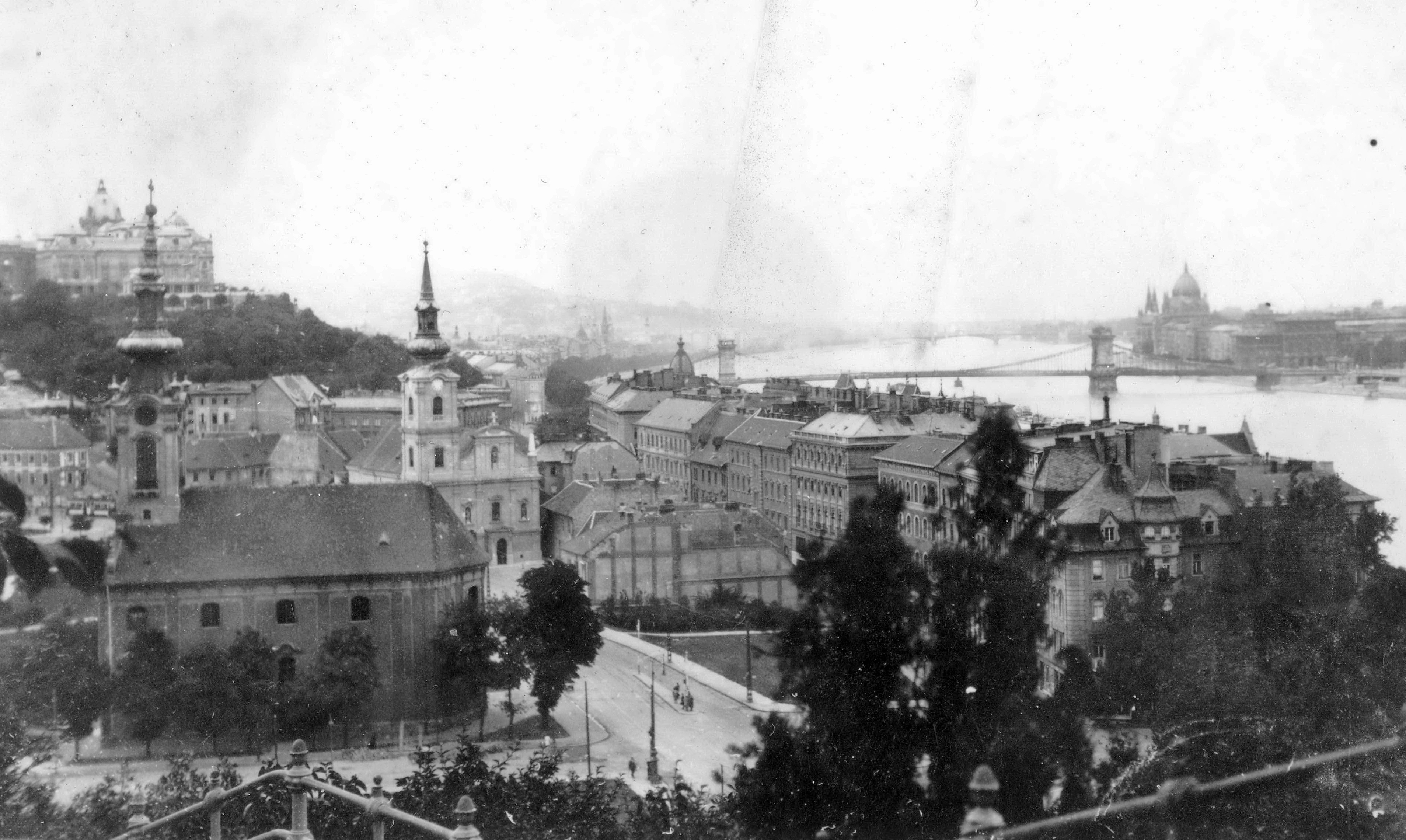
A Tabán 1942-ben, a rácok temploma balra
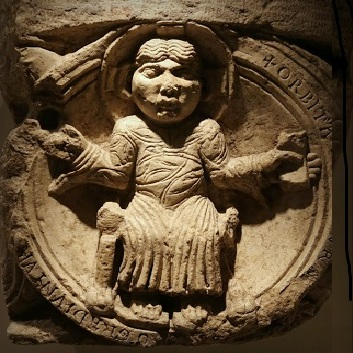
„Tabáni Krisztus”
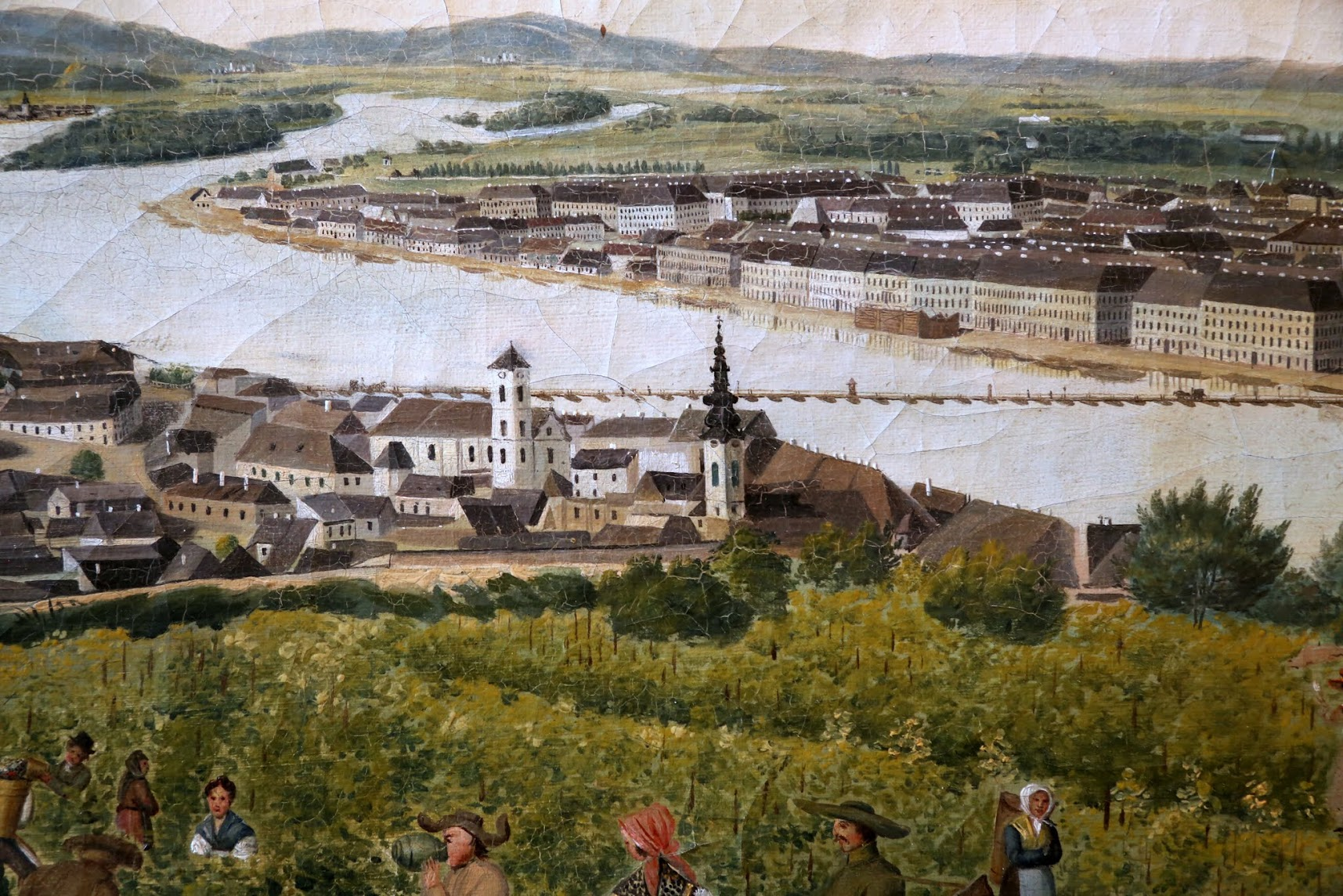
1830 táján